# 泰国苞茅
泰国苞茅（学名：Hyparrhenia rufa var. siamensis）为禾本科苞茅属下的一个变种。